# Lądowisko Krosno-Szpital
Lądowisko Krosno-Szpital – lądowisko sanitarne w Krośnie, w województwie podkarpackim, położone przy ul. Korczyńskiej 57. Przeznaczone jest do wykonywania startów i lądowań śmigłowców sanitarnych i ratowniczych w dzień i w nocy o dopuszczalnej masie startowej do 5700 kg.
Zarządzającym lądowiskiem jest Wojewódzki Szpital Podkarpacki im. Jana Pawła II w Krośnie. W roku 2013 zostało wpisane do ewidencji lądowisk Urzędu Lotnictwa Cywilnego pod numerem 234
Całkowity koszt budowy lądowiska wyniósł ok. 300 tys. złotych.